# Протомаэстро
Протомаэстро, или прото — в Венецианской республике руководитель строительства или старший технический специалист по обслуживанию зданий и инженерных систем в городах Венецианской лагуны. Термин известен с XV века (Кватроченто).
Термин «протомаэстро» не был синонимом понятий «архитектор» или «автор проекта здания»; «прото» часто совмещал различные роли — архитектора, прораба, клерка, руководителя строительством, координатора, распорядителя финансов на строительство. По мнению Винченцо Скамоцци, в числе прочего «прото» «должен понимать все аспекты строительства, такие как обустройство фундаментов, возведение стен и сводов, а также уметь возводить колонны и все виды кирпичного орнамента и уметь устанавливать резные камни на их места надлежащим образом».
Должность протомаэстро была престижной и хорошо оплачиваемой. Здания строились многие годы, поэтому прото получал постоянное место работы с хорошей заработной платой и часто с предоставлением жилья и питания. При постройке Сан-Заккариа в 1458 году прото был назначен Антонио Гамбелло с оплатой 100 дукатов в год. Его преемник Мауро Кодуччи получал 80 дукатов (более низкая зарплата скорее всего была связана с условием, что каждую зиму Кодуччи мог возвращаться в Бергамо). Антонио Риццо как прото Дворца Дожей в 1484 году получал 100 дукатов, летом 1485 года зарплату увеличили до 125 дукатов, а в октябре 1491 года он получал не менее 200 дукатов. Известно также, что зимой 1544 года зарплата протомаэстро Собора Святого Марка архитектора Якопо Сансовино составляла 200 дукатов в год.
Протомаэстро отвечал за все аспекты строительства, — когда по не выясненным до конца причинам во время строительства обвалилась часть Библиотеки Марчиана, Сансовино был лишен должности протомаэстро, подвергнут большому штрафу и заключён в тюрьму. Новое здание библиотеки начали строить по проекту Сансовино в 1537 году. 18 декабря 1545 года обрушился свод, выполненный из тяжелой кладки. В ходе последующего расследования Сансовино утверждал, что рабочие преждевременно убрали временные деревянные опоры до момента застывания бетона и что выстрел пушки, который в качестве салюта был произведен с галеры, недалеко от площади Святого Марка, произвел фатальное сотрясение. Тем не менее архитектор был приговорен лично возместить стоимость ущерба (от 800 до 1000 дукатов), на что у него ушло 20 лет. В 1565 году прокураторы списали оставшийся долг в обмен на скульптурные работы Сансовино. Решение прокураторов, датированное 20 марта 1565 года, хранится в Государственном архиве Венеции. Кроме того, выплата жалования протомаэстро была приостановлена до 1547 года. После обрушения конструкция была изменена: для поддержки крыши была использована более легкая деревянная конструкция.

## Знаменитые «прото»
Известные архитекторы Якопо Сансовино, Бальдассаре Лонгена и Пьетро Саккардо были протомаэстро базилики Святого Марка в Венеции, Алессандро Треминьон — прото Венецианского арсенала, Андреа Тирали — прото для Magistrato alle acque, учреждения, занимавшегося гидравлическими системами Венецианской лагуны.
Антонио Риццо и Пьетро Ломбардо были протомаэстро Дворца Дожей.
Этот термин и в наше время используется Патриархатом Венеции для обозначения человека, который наблюдает и контролирует обслуживание базилики Святого Марка.